# Lee Berger

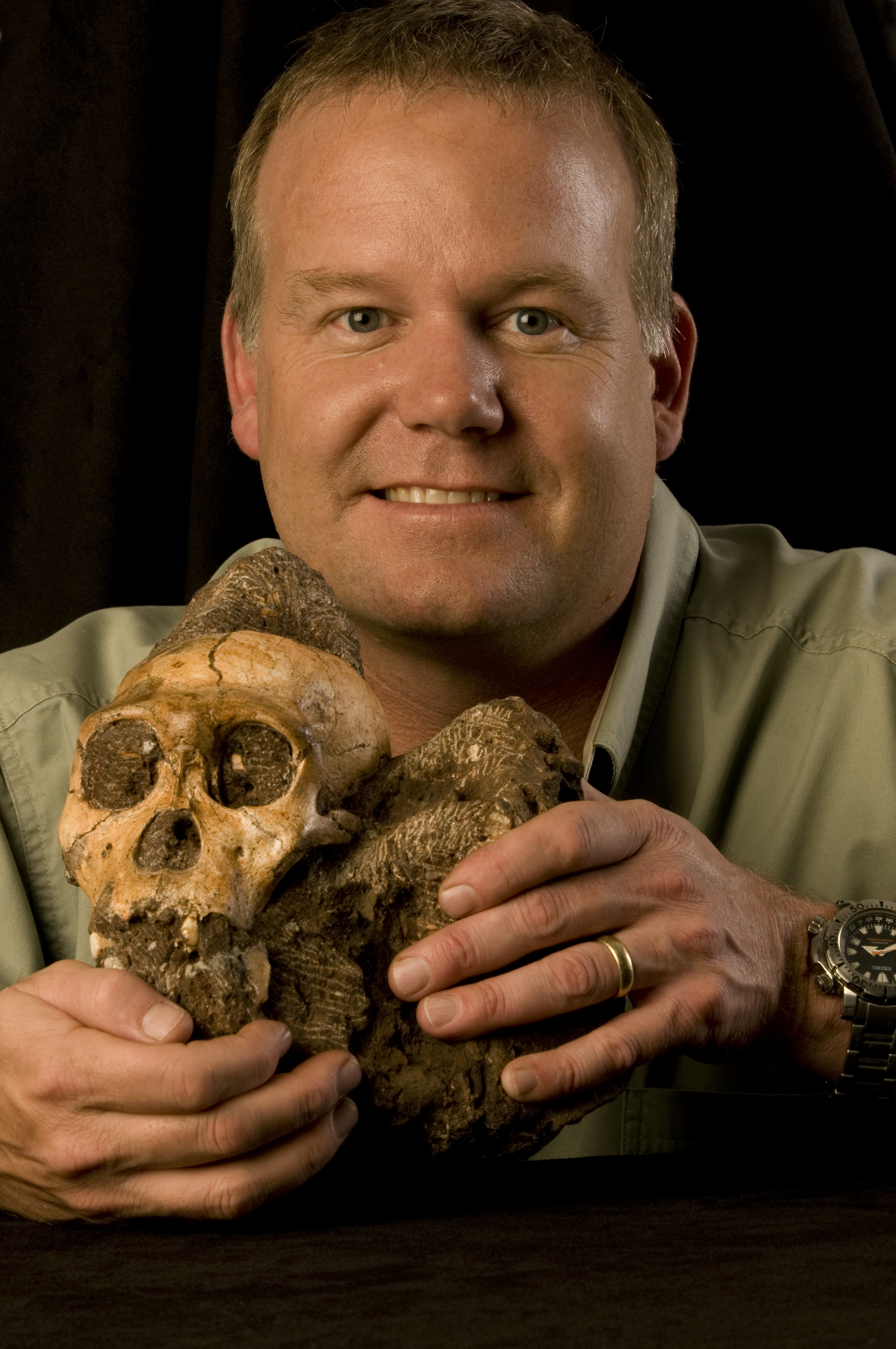
Lee Berger mit dem Holotypus (MH1) von Australopithecus sediba, der 2010 von ihm als Hauptautor wissenschaftlich beschrieben wurde

Lee Rogers Berger (* 22. Dezember 1965 in Shawnee Mission, Johnson County (Kansas), USA) ist ein US-amerikanischer Paläoanthropologe und Archäologe. Berger ist Professor an der University of the Witwatersrand in Johannesburg und hat dort auch seinen ständigen Wohnsitz. International bekannt wurde er durch seine Studien über die Körperproportionen von Australopithecus africanus und die Entdeckung der Art Australopithecus sediba in der Malapa-Höhle. Berger entdeckte zudem, dass das Kind von Taung – das erste wissenschaftlich beschriebene Individuum der Gattung Australopithecus – von einem großen Greifvogel erbeutet worden war. In neuerer Zeit steht er (gemeinsam mit seinem Team) vor allem im Zusammenhang mit der Entdeckung und Untersuchung von bedeutenden Fossilien und anderen Hinterlassenschaften der Art Homo naledi aus der Rising-Star-Höhle in der Öffentlichkeit.

## Werdegang und Forschungsthemen
Lee Berger wurde 1965 in Shawnee Mission im US-Bundesstaat Kansas geboren und wuchs in Sylvania (Georgia) auf. Er studierte ab 1985 an der Vanderbilt University, besuchte ab 1987 das East Georgia College und danach die Georgia Southern University, wo er 1989 sein Studium in den Fächern Biologische Anthropologie, Archäologie und Geologie mit dem Bachelor-Grad abschloss. Im gleichen Jahr wechselte er für eine paläoanthropologische Doktorarbeit an die University of the Witwatersrand nach Südafrika, wo er seitdem lebt; unter Anleitung von Phillip Tobias erforschte er den Schultergürtel früher Hominiden.
Bereits 1991 begann Berger seine Langzeitstudien in der Gladysvale-Höhle, die heute zum UNESCO-Welterbe „Cradle of Humankind“ („Wiege der Menschheit“) gehört. Im gleichen Jahr wurden dort von seinem Team hominine Zähne geborgen, wodurch Gladysvale die erste neue Fundstätte von Überresten früher Hominini seit 1948 in Südafrika wurde. 1993 wurde Berger Wissenschaftlicher Mitarbeiter der Paleo-Anthropology Research Unit (PARU) der Witwatersrand-Universität. 1994 erwarb er den Doktorgrad im Fach Paläoanthropologie mit einer Arbeit über The functional morphology of the hominoid shoulder girdle, past and present. Es folgten weitere Studien als Post-Doktorand an der Witwatersrand-Universität, 1999 die Ernennung zum Leiter der Paleo-Anthropology Research Unit und schließlich 2004 die Berufung zum Reader (vergleichbar dem europäischen Professor) im Fachgebiet Evolution des Menschen.

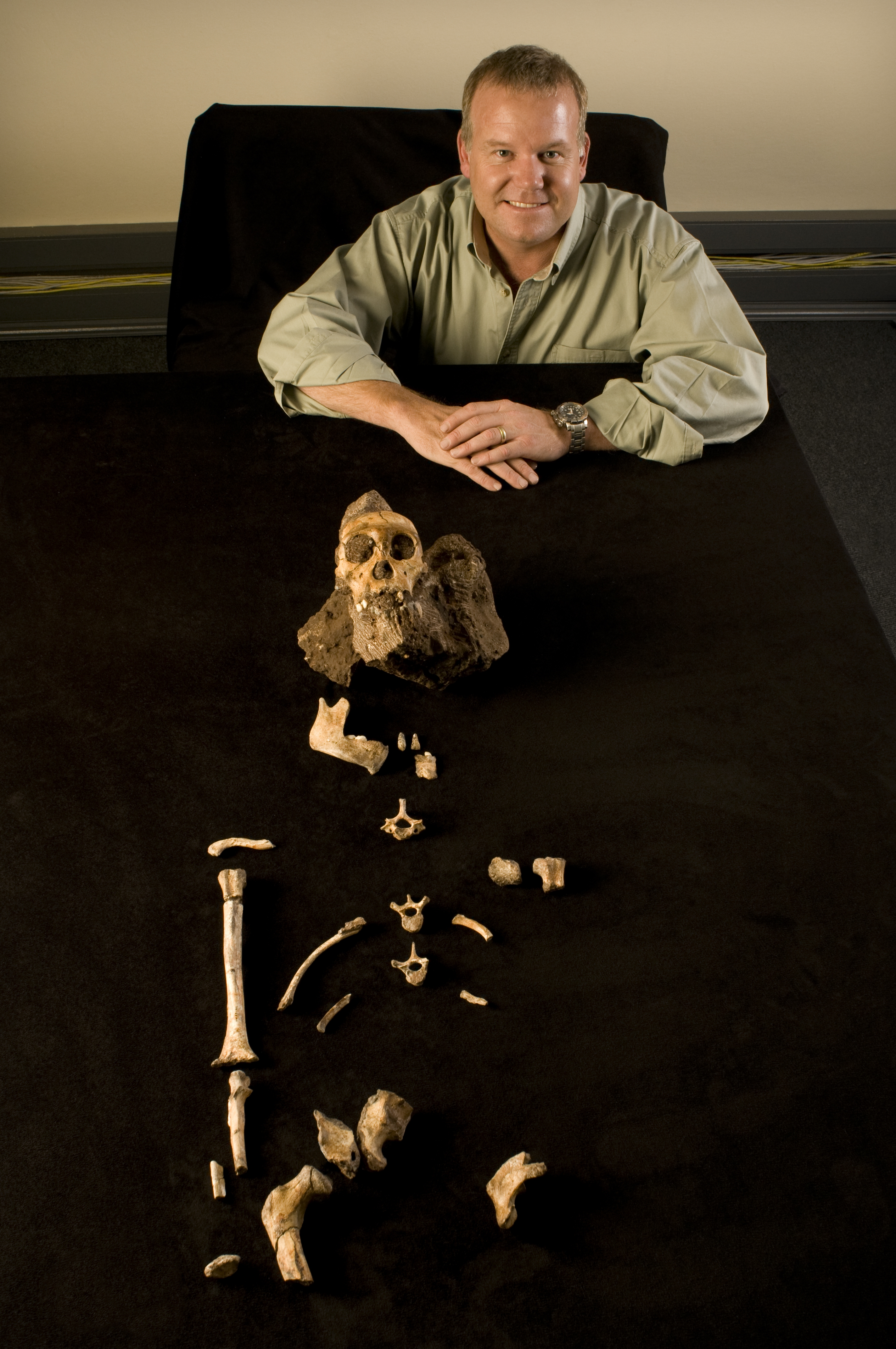
Berger mit dem Teilskelett von Australopithecus sediba

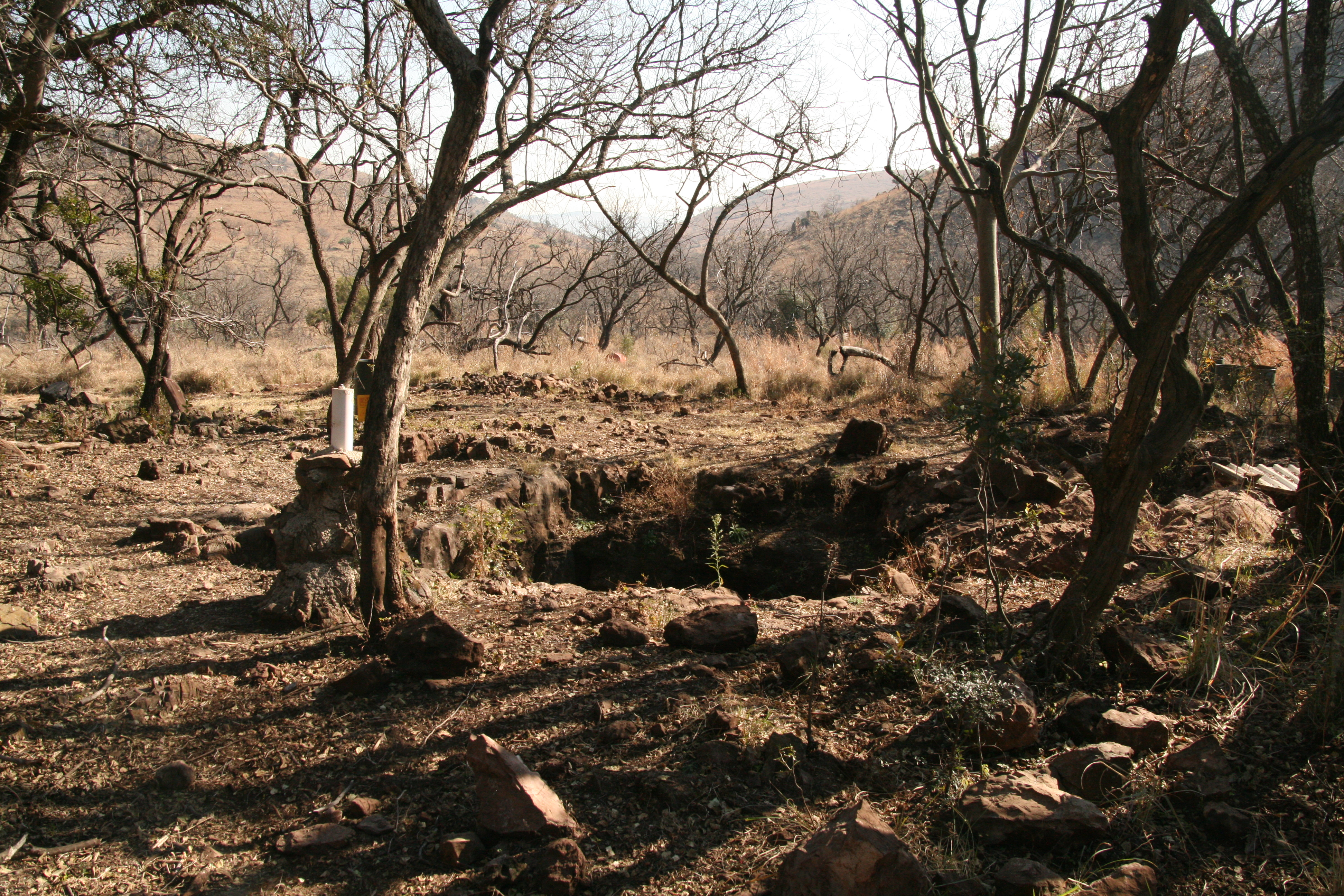
Die Fundstelle Malapa (Blick nach Norden), in der die Fossilien von Australopithecus sediba entdeckt wurden

Berger leitete neben der Ausgrabung in Gladysvale auch Projekte in Sterkfontein und Swartkrans. Zeitweise unterrichtet er sein Fachgebiet auch in den USA: seit 1997 an der Duke University und seit 1998 zudem an der University of Arkansas. Seine Forschungsarbeiten werden u. a. unterstützt durch die National Geographic Society.
Seine 1995 publizierte Hypothese zum Schicksal des Taung-Schädels, die 2006 bestätigt wurde, sowie seine Studie über die Länge der Gliedmaßen von Australopithecus africanus aus dem Jahr 1998 wurden von der Zeitschrift Discover zu den hundert wichtigsten wissenschaftlichen Publikationen ihres Erscheinungsjahres gezählt. Berger argumentierte unter anderem, dass der Körperbau von Australopithecus africanus dem der frühesten Vertreter der Gattung Homo näher stehe als jener von Australopithecus afarensis.
Für Aufsehen sorgte Berger auch, nachdem er 2006 während seines Urlaubs in Palau (Mikronesien) zweitausend bis dreitausend Jahre alte Überreste von offenbar sehr kleinwüchsigen Menschen untersucht hatte und 2008 ein Forscherstreit darüber entbrannte, ob es sich bei diesen Menschen um eine eigene Art der Gattung Homo handelte, um eine sogenannte Inselverzwergung oder um Minderwuchs moderner Menschen (Homo sapiens). Alle drei Mutmaßungen wurden jedoch umgehend von Palau-Experten als „bedauerliche Farce“ zurückgewiesen; die Körpergröße der frühen Bewohner von Palau habe im Rahmen des bei Homo sapiens üblichen gelegen.
2010 war Berger Hauptautor der Erstbeschreibung von Australopithecus sediba, dessen erste Überreste 2008 sein damals neunjähriger Sohn Matthew in der Malapa-Höhle in Südafrika entdeckt hatte. Auch diesen Fund stufte Berger als mögliche Übergangsform zwischen Australopithecus und Homo ein, was Donald Johanson gegenüber der Fachzeitschrift Science mit den Worten kommentierte, Berger sei ein „Selbstdarsteller“ („grandstander“), der die Bedeutung seiner Funde „oft übertreibe“.
2015 erweiterte er gemeinsam mit zahlreichen Co-Autoren die Gattung Homo um die neue Art Homo naledi.

## Schriften (Auswahl)
- Redrawing the family tree? In: National Geographic. Band 194, Nr. 2, 1998, S. 90–99.
- mit M. Reed: Visions of the Past. In: Endangered Wildlife Trust (Hrsg.): Vision. 1999
- mit Brett Hilton-Barber: In The Footsteps of Eve. The Mystery of Human Origins. National Geographic Society, Adventure Press Series, 2000, ISBN 978-0-7922-7682-1.
- mit Brett Hilton-Barber: The Official Field Guide to the Cradle of Humankind. Struik Publishers, 2002, ISBN 978-1-86872-739-1.
- Working and Guiding in the Cradle of Humankind. Prime Origins Publishing, 2005 Volltext (PDF, 5,83 MB) (Memento vom 12. April 2016 im Internet Archive)
- mit Brett Hilton-Barber: A Guide to Sterkfontein & the Cradle of Humankind. Struik Publishers, 2006
- mit John Hawks: Almost Human. The Astonishing Tale of Homo naledi and the Discovery That Changed Our Human Story. National Geographic Verlag, 2017, ISBN 978-1-4262-1811-8.
- mit John Hawks: Cave of Bones: A True Story of Discovery, Adventure, and Human Origins. National Geographic Verlag, 2023, ISBN 978-1-4262-2388-4.

## Belege
1. ↑  Biographical Sketch of Prof. Lee R. Berger. (PDF; 93 kB) (Memento vom 9. September 2016 im Internet Archive) Ausführlicher Lebenslauf, im Original publiziert auf profleeberger.com.
2. ↑  Lee R. Berger, Ron J. Clarke: Eagle involvement in accumulation of the Taung child fauna. In: Journal of Human Evolution. Band 29, Nr. 3, 1995, S. 275–299, doi:10.1006/jhev.1995.1060; Volltext (PDF; 3,5 MB) (Memento vom 24. September 2015 im Internet Archive)
3. ↑  Lee R. Berger: Predatory bird damage to the Taung type-skull of Australopithecus africanus Dart 1925. In: American Journal of Physical Anthropology. Band 131, Nr. 2, 2006, S. 166–168, doi:10.1002/ajpa.20415. und Volltext (PDF; 181 kB) (Memento vom 15. Juli 2011 im Internet Archive)
4. ↑  Henry McHenry, Lee R. Berger: Limb lengths in Australopithecus and the origin of the genus Homo. In: South African Journal of Science. Band 94, 1998, S. 447–450, Volltext (PDF; 3,0 MB) (Memento vom 17. Juli 2015 im Internet Archive) Weitere Daten zum gleichen Forschungsgegenstand sind zu finden in: Henry McHenry, Lee R. Berger: Body proportions in Australopithecus africanus and A. africanus and the origins of the genus Homo. In: Journal of Human Evolution. Band 35, Nr. 1, 1998, S. 1–22, doi:10.1006/jhev.1997.0197.
5. ↑  Lee R. Berger et al.: Small-Bodied Humans from Palau, Micronesia. In: PLOS ONE. 3(3): e1780, 2008; doi:10.1371/journal.pone.0001780.
 Vgl. dazu: Discovery Challenges Finding of a Separate Human Species. (Memento vom 30. Dezember 2011 im Internet Archive). Im Original publiziert auf nytimes.com vom 11. März 2008.
6. 1 2  Michael Balter: Paleoanthropologist now rides high on a new fossil tide. In: Science. Band 333, Nr. 6048, 2011, S. 1373–1375, doi:10.1126/science.333.6048.1373.
7. ↑  Scott M. Fitzpatrick, Greg C. Nelson und Geoffrey Clark: Small Scattered Fragments Do Not a Dwarf Make: Biological and Archaeological Data Indicate that Prehistoric Inhabitants of Palau Were Normal Sized. In: PLOS ONE. 3(8): e3015, 2008, doi:10.1371/journal.pone.0003015.
8. ↑  L. R. Berger, D. J. de Ruiter, S. E. Churchill, P. Schmid, K. J. Carlson, PHGM Dirks, J. M. Kibii: Australopithecus sediba: A New Species of Homo-Like Australopith from South Africa. In: Science. Band 328, 2010, S. 195–204, doi:10.1126/science.1184944.
9. ↑  Lee R. Berger, John Hawks, Darryl J. de Ruiter et al.: Homo naledi, a new species of the genus Homo from the Dinaledi Chamber, South Africa. In: eLife. Band 4, 2015, e09560, doi:10.7554/eLife.09560.

| Personendaten    | Personendaten                                                    |
| ---------------- | ---------------------------------------------------------------- |
| NAME             | Berger, Lee                                                      |
| ALTERNATIVNAMEN  | Berger, Lee Rogers; Berger Lee R.                                |
| KURZBESCHREIBUNG | US-amerikanischer Paläoanthropologe, Anthropologe und Archäologe |
| GEBURTSDATUM     | 22. Dezember 1965                                                |
| GEBURTSORT       | Shawnee Mission, Johnson County (Kansas), USA                    |